# Margari
Margari (en macédonien Маргари) est un village du centre de la Macédoine du Nord, situé dans la municipalité de Dolneni. Le village comptait 27 habitants en 2002.

## Démographie
Lors du recensement de 2002, le village comptait :
- Macédoniens : 27